# Епархия Рожнявы
Епархия Рожнявы (лат. Dioecesis Rosnaviensis) — епархия Римско-католической церкви c центром в городе Рожнява, Словакия. Епархия Рожнявы входит в митрополию Кошице. Кафедральным собором епархии Рожнявы является собор Вознесения Девы Марии.

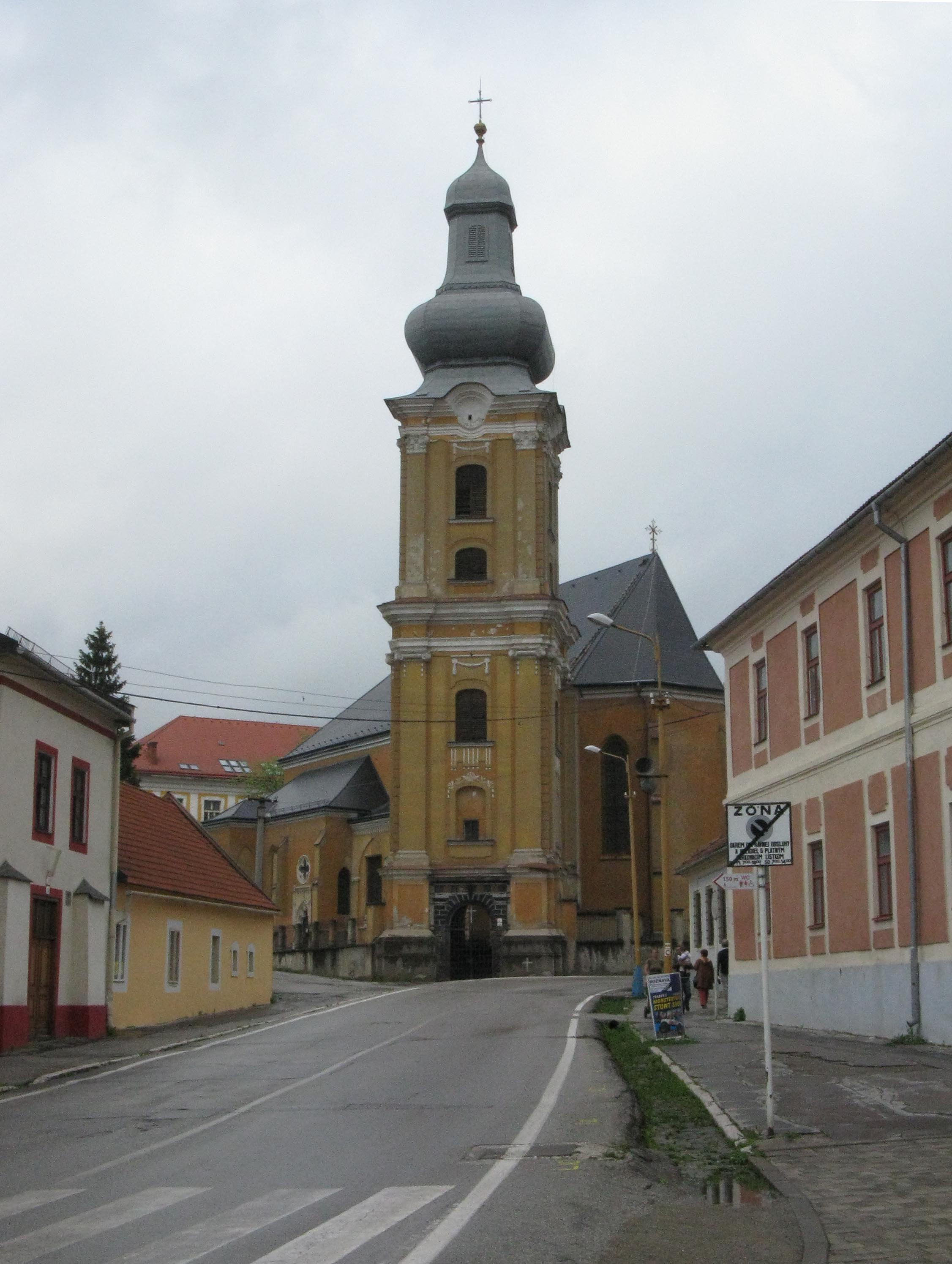
Собор Вознесения Девы Марии

## История
13 марта 1776 года Святой Престол учредил епархию Рожнявы, выделив её из архиепархии Эстергома. В этот же день епархия Кошице вошла в митрополию Эстергома.
9 августа 1804 года епархия Рожнявы вошла в митрополию Эгера.
2 сентября 1937 года Римский папа Пий XI выпустил буллу Ad ecclesiastici, которой подчинил епархию Рожнявы непосредственно Святому Престолу.
30 декабря 1977 года епархия Рожнявы вошла в митрополию Трнавы.
31 марта 1995 года епархия Кошице была возведена в ранг архиепархии и епархия Рожнявы вошла в митрополию Кошице.

## Ординарии епархии
- епископ Антон Реваи (19.04.1776 — 18.09.1780) — назначен епископом Нитры;
- епископ Антон Андраши (17.12.1780 — 12.11.1799);
- епископ Франтишек Саньи (23.12.1801 — 1810);
- епископ Ладислав Эстерхази (26.09.1814 — 11.09.1824);
- епископ Франтишек Лайчак (1825 — 17.09.1827) — назначен епископом Оради;
- епископ Ян Кршитель Сцитовский (21.01.1828 — 18.02.1839) — назначен епископом Печа;
- епископ Доминик Зихи (14.12.1840 — 1842) — назначен епископом Веспрема;
- епископ Войтех Бартакович (20.01.1845 — 1845) — назначен архиепископом Эгера;
- епископ Штефан Колларчик (30.09.1850 — 18.07.1869);
- епископ Юрай Шоппер (17.01.1872 — 10.04.1895);
- епископ Ян Иванкович (3.12.1896 — 15.10.1904);
- епископ Лайош Балаш (17.10.1905 — 18.09.1920);
- епископ Йозеф Чарский (1925 — 12.12.1925) — назначен епископом Кошице;
- епископ Михал Бубнич (31.10.1925 — 22.02.1945);
- епископ Роберт Побожный (25.07.1949 — 9.06.1972);
- епископ Эдуард Койнок (14.02.1990 — 27.12.2008);
- епископ Владимир Фило (27.12.2008 — 21.03.2015);
- епископ Станислав Столарик (с 21 марта 2015 года).

## Источник
- Annuario Pontificio, Libreria Editrice Vaticana, Città del Vaticano, 2003, ISBN 88-209-7422-3
- Булла Ad ecclesiastici, AAS 29 (1937), стр. 366  (лат.)